# Notheme ouranus
Notheme ouranus är en fjärilsart som beskrevs av Stoll 1780. Notheme ouranus ingår i släktet Notheme och familjen Riodinidae. Inga underarter finns listade i Catalogue of Life.